# Aerenicopsis rejaneae
Aerenicopsis rejaneae är en skalbaggsart som beskrevs av Maria Helena M. Galileo och Martins 2007. Aerenicopsis rejaneae ingår i släktet Aerenicopsis och familjen långhorningar. Inga underarter finns listade i Catalogue of Life.